# Épisodes de Chasseurs de dragons

Cet article présente le guide des épisodes de la série télévisée d'animation française Chasseurs de dragons.
Ce listing est basé d'après les sources fournies par les chaînes France 3 et Canal J. Cependant, pour la saison 2, la numérotation des épisodes diffère pour ces deux chaînes.

## Saison 1

### Épisode 1:Son nom est dragon
- Position : 1 (1-1)
- Scénariste : Laurent Turner
- Réalisateur :
- Première Diffusion
  -  France : le 14 janvier 2006 sur France 3
- Résumé : Une nuit, une maman dragon s'installe avec ses six petits sur le toit de l'auberge de Jeanneline. Gwizdo et Lian-Chu, qui devaient partir honorer un contrat juteux, sont donc bloqués à l'intérieur de l'auberge par ce dragon. Gwizdo signe alors un contrat avec Jeanneline : ils la débarrassent des dragons, en échange de quoi elle efface leur ardoise.

### Épisode 2:Une vie de dragon
- Position : 2 (1-2)
- Scénariste : Mike Walling, Tony Millan et Laurent Turner
- Réalisateur :
- Première Diffusion
  -  France : le 21 janvier 2006 sur France 3
- Résumé : Hector en assez de se faire exploiter par Gwizdo. Il décide alors de s'enfuir pour retourner à la vie sauvage comme un vrai dragon. Ce départ attriste Lian-Chu mais laisse indifférent Gwizdo, qui lui trouve vite un remplaçant : Toutou, un petit chien très bête. Mais Toutou s'avère vite être complètement inutile et met plusieurs fois la vie de nos deux chasseurs en danger. Gwizdo et Lian-Chu décident alors de partir à la recherche de leur dragon préféré : Hector…

### Épisode 3:À la recherche de Zoria
- Position : 3 (1-3)
- Scénariste : Laurent Turner
- Réalisateur :
- Première Diffusion
  -  France : le 28 janvier 2006 sur France 3
- Résumé : Un voyageur arrive à l'Auberge du Dragon avec sur lui la sacoche appartenant à Zoria, une des filles de Jeanneline, devenue depuis peu chasseuse de dragons. Morte d'inquiétude en voyant cet inconnu porter la sacoche de sa fille, Jeanneline l'interroge pour savoir où il a bien pu la dénicher. Il lui apprend alors qu'il a retrouvé les affaires de la jeune fille près d'un tas d'ossements. Mais Jeanneline est persuadée que sa fille est toujours vivante et envoie Gwizdo, Lian-Chu et Hector à sa recherche.

### Épisode 4:Le Retour de Roger
- Position : 4 (1-4)
- Scénariste : Laurent Turner, Frederic Valion et Norman Leblanc
- Réalisateur :
- Première Diffusion
  -  France : le 4 février 2006 sur France 3
- Résumé :Après des années d'absence, le mari de Jeanneline revient. Zaza est aux anges : Enfin sa famille est reformée : Mais bientôt, Jeanneline et les chasseurs découvrent que quelque chose ne tourne pas rond.

### Épisode 5:La petite baston dans la prairie
- Position : 5 (1-5)
- Scénariste : Catherine Cuenca, Patrick Régnard
- Réalisateur :
- Première Diffusion
  -  France : le 11 février 2006 sur France 3
- Résumé : Zaza découvre une offre de récompense accompagnée d'un plan pour trouver un dragon. C'est une nouvelle mission alors pour notre équipe de chasseurs, Gwizdo et Lian-Chu. Zaza voudrait pouvoir accompagner ses deux amis dans leur nouvelle aventure mais se voit essuyer le refus de sa mère. Mais Zaza ne l'entend pas de cette oreille…

### Épisode 6:L'Île aux brumes
- Position : 6 (1-6)
- Scénariste : Herve Perouze, Laurent Turner et Olivier Perouze
- Réalisateur :
- Première Diffusion
  -  France : le 18 février 2006 sur France 3
- Résumé : Gwizdo et Lian-Chu sont embauchés par des moines pour les débarrasser d'un funeste dragon qui les empêchent d'atteindre l'île aux brumes où se trouvent les champs dans lesquels ils cultivent soi-disant des rutabagas. Mais une fois débarrassé du dragon, Lian-Chu et Gwizdo découvrent le secret que renferme cette île…

### Épisode 7:Pour une poignée de légumes
- Position : 7 (1-7)
- Scénariste : Laurent Turner et Jean-Remi Franquis
- Réalisateur :
- Première Diffusion
  -  France : le 9 septembre 2006 sur France 3
- Résumé : Les nains de Zimbrenelle n'ont plus rien à manger. Toutes leurs réserves ont été pillées par un féroce dragon qui n'opère que la nuit. Ils décident alors d'envoyer un SOS dans l'espace inter-monde. Et c'est nos deux héros qui découvrent leur message et n'hésitent pas une seconde pour leur venir en aide. Mais le dragon est coriace et Lian-Chu et Gwizdo n'arrivent pas à en venir à bout. Les nains affamés, décident alors de manger Hector…

### Épisode 8:Dragon des hautes neiges
- Position : 9 (1-9)
- Scénariste : Catherine Cuenca, Patrick Régnard
- Réalisateur :
- Première Diffusion
  -  France : le 7 octobre 2006 sur France 3
- Résumé : Jeanneline met Gwizdo à la porte de l'auberge. Il ne pourra revenir qu'après avoir réglé son ardoise longue comme un jour sans pain. Gwizdo la prend de haut, vexé de constater le peu d'estime qu'on porte à un chasseur héroïque tel que lui. Il promet de revenir les bras chargés d'or. Lian-Chu, Gwizdo et Hector quittent alors l'auberge à bord du Saint Georges, en quête de clients. Ils sont bientôt pris dans une tempête de neige et s'écrasent dans une montagne glacée et désertique. Secourus par les Hauts Neigeois, des montagnards frustes et pauvres, les chasseurs affronteront la salamandre des neiges, un dragon qui terrifie les autochtones. Gwizdo aura bien du mal à supporter les conditions de vie extrêmes du pays des Hautes Neiges, mais une heureuse surprise l'attend en récompense…

### Épisode 9:Billy le teigneux
- Position : 10 (1-10)
- Scénariste : Frédéric Lenoir et Laurent Turner
- Réalisateur :
- Première Diffusion
  -  France : le 14 octobre 2006 sur France 3
- Résumé : Un nouveau client débarque à l'auberge et Gwizdo et Lian-Chu ont la surprise de reconnaître un ancien copain d'orphelinat, Billy le Teigneux. Celui-ci les embauche pour défendre le village qui l'a recueilli et dans lequel se trouve sa fiancée, la belle Gwendoline. Les problèmes commenceront véritablement quand nos héros découvriront que le dragon qui attaque le village la nuit est en fait, le jour, la jolie Gwendoline elle-même.

### Épisode 10:Le Dragon par la queue
- Position : 8 (1-8)
- Scénariste : Laurent Turner
- Réalisateur :
- Première Diffusion
  -  France : le 16 septembre 2006 sur France 3
- Résumé : Hector perçoit un appel au secours. Nos héros sont réclamés dans l'île d'Amazoonia, un territoire gouverné par des femmes qui n'ont peur de rien – excepté des dragons. Et justement, elles sont terrorisées par une bête monstrueuse qui dérobe leurs enfants. Gwizdo, Lian-Chu et Hector partent en chasse du dragon, accompagnés par l'immense Victoria, une championne de lancer de cochon.

### Épisode 11:On ne devrait jamais quitter l'auberge du dragon qui ronfle
- Position : 11 (1-11)
- Scénariste :
- Réalisateur :
- Première Diffusion
  -  France : le 25 octobre 2006 sur France 3
- Résumé : Un grand seigneur embauche Jeanneline pour cuisiner le repas de noce de sa fille. Seul petit hic : elle doit fournir le dragon elle-même, une race de dragon qui ne peut être cuisinée que juste après avoir été capturée. Jeanneline va alors devoir s'embarquer dans une chasse rocambolesque et dangereuse avec Gwizdo et Lian-Chu.

### Épisode 12:Le Goût étrange du Cocomak
- Position : 12 (1-12)
- Scénariste :
- Réalisateur :
- Première Diffusion
  -  France : le 29 octobre 2006 sur France 3
- Résumé : Se retrouver bloqué sur une île à la merci d'un dragon caméléon impossible à distinguer dans la végétation, c'est déjà pas follement drôle, mais être de surcroît pris d'une soudaine déprime, ça n'arrange vraiment rien. Et pendant que Gwizdo se pose des questions existentielles sur son avenir, Lian-Chu et Hector vont devoir tout assurer, non seulement la chasse, mais également la négociation de contrats et cela, c'est autrement difficile.

### Épisode 13:La Conjonction des trois lunes
- Position : 13 (1-13)
- Scénariste :
- Réalisateur :
- Première Diffusion
  -  France : le 6 novembre 2006 sur France 3
- Résumé : Lian-Chu disparaît un beau matin, sans laisser de trace. Panique à l'auberge. D'autant qu'un gros client vient de débarquer proposant un contrat sans précédent pour nos chasseurs. Gwizdo est sens dessus dessous, mais il comprend soudain ce qui s'est passé. C'est bientôt l'anniversaire de la disparition du village et de la famille de Lian-Chu, décimée par un terrible dragon et le géant est certainement retourné sur les lieux du drame. Là, il va découvrir avec stupéfaction qu'un nouveau village s'est installé sur les ruines du sien et qu'il est menacé par un dragon mais cette fois ci, il est bien décidé à venir à bout du monstre.

### Épisode 14:Mauvais œil
- Position : 14 (1-14)
- Scénariste : Laurent Turner et Thomas Barichella
- Réalisateur :
- Première Diffusion
  -  France : le 13 novembre 2006 sur France 3
- Résumé : Nos chasseurs de dragons reviennent d'une chasse fructueuse et découvrent tous les occupants de l'Auberge du Dragon plongés dans une sorte de torpeur, littéralement statufiés. Qu'est-ce qui a pu causer cette étrange maladie ? Nos héros obtiennent les conseils de Kao, le guérisseur myope. D'après lui, il s'agit du travail du Pétrovile, un dragon qui peut transformer ses victimes en pierre. Nos héros se lancent alors à la poursuite du dragon, en suivant les écailles curieuses qu'il sème derrière lui.

### Épisode 15:La Ferme aux orphelins
- Position : 16 (1-16)
- Scénariste : Laurent Turner et Frederic Lenior
- Réalisateur :
- Première Diffusion
  -  France : le 27 novembre 2006 sur France 3
- Résumé : De retour d'une chasse, Gwizdo et Lian-Chu décident de faire un détour par la Ferme aux Orphelins, l'endroit où la Mère Poulard les a recueillis et élevés. Quelle n'est pas leur surprise de découvrir que la Ferme est en ruine et que des traces de dragons attestent qu'elle a été attaquée !

### Épisode 16:La Glande du Mimikar
- Position : 17 (1-17)
- Scénariste : Catherine Cuenca et Patrick Regnard
- Réalisateur :
- Première Diffusion
  -  France : le 4 décembre 2006 sur France 3
- Résumé : Lian-Chu est blessé gravement par un dragon. Il est contaminé par un poison terrible dont le seul antidote est la glande du Mimikar, un dragon dont il n'existe qu'un spécimen sur l'île d'Unimak. Gwizdo n'a pas d'autre solution que de mener la chasse lui-même, s'il veut sauver son pote de toujours…

### Épisode 17:La Prime de Zimbrenelle
- Position : 18 (1-18)
- Scénariste : Laurent Turner
- Réalisateur :
- Première Diffusion
  -  France : le 11 décembre 2006 sur France 3
- Résumé : La tête de Gwizdo et Lian-Chu est mise à prix par les nains de Zimbrenelle. Plutôt que de laisser des chasseurs de primes s'engraisser sur leur dos, Gwizdo décide de se faire passer pour un chasseur de primes pour se chasser lui-même. Bon, c'est plus facile à dire qu'à faire, mais nos héros ne sont pas à un paradoxe près.

### Épisode 18:Des invités indésirables
- Position : 15 (1-15)
- Scénariste :
- Réalisateur :
- Première Diffusion
  -  France : le 20 novembre 2006 sur France 3
- Résumé : Le riche marchand, Otis Criblecrocker, loge à l'Auberge et Jeanneline a été pris d'un coup de foudre foudroyant en le voyant. Les deux tourtereaux parlent même de mariage. Ça sent mauvais pour nos héros, car Otis, en bon commerçant, compte commencer par virer tous les clients mauvais payeurs pour assainir les finances de l'Auberge. Autant dire que cela concerne au premier chef Gwizdo, Lian-Chu et Hector. Il faut réagir et vite. Gwizdo a l'idée de lâcher dans l'Auberge des Smacklins, des dragons gros comme des rats, mais particulièrement vicieux.

### Épisode 19:La Botte de Kiwajel
- Position : 19 (1-19)
- Scénariste : Laurent Turner et Frederie Valion
- Réalisateur :
- Première Diffusion
  -  France : le 18 décembre 2006 sur France 3
- Résumé : Depuis quelques semaines, un mystérieux concurrent pique tous les contrats de nos héros, il arrive toujours avant eux sur les lieux des chasses. Gwizdo est furieux et semble bien décidé à mettre la main sur ce moustachu qui joue les gros bras en leur pourrissant la vie. La surprise va être grande quand nos héros vont découvrir qu'en fait ce mystérieux inconnu n'est autre que Zoria, la fille aînée de Jeanneline, celle qui est devenue chasseuse de dragons, qui s'est grimée, parce que pour une fille, être chasseuse de dragons, c'est pas évident tous les jours dans ce monde de brutes.

### Épisode 20:Un jeu d'enfant
- Position : 20 (1-20)
- Scénariste : Laurent Turner
- Réalisateur :
- Première Diffusion
  -  France : le 25 décembre 2006 sur France 3
- Résumé : Un client de l'auberge parle de son île et du dragon qui la terrorise. Cela ne tombe pas dans l'oreille d'une sourde, puisque Zaza décide de profiter de l'absence de nos héros pour courir proposer ses services de chasseuse de dragons à l'île en question. Elle souhaite prouver à tout le monde qu'elle aussi, elle peut devenir chasseuse de dragons. Seulement voilà, pour son premier dragon, Zaza est très mal tombée. En effet, le dragon s'avère être en fait l'île tout entière et ça, il faut l'avouer, c'est pas facile à chasser, une île…

### Épisode 21:La Pétochasse
- Position : 21 (1-21)
- Scénariste : Mike Walling, Tony Millan et Laurent Turner
- Réalisateur :
- Première Diffusion
  -  France : le 1 janvier 2007 sur France 3
- Résumé : Gwizdo découvre l'existence d'une île dans laquelle les habitants sont immensément riches. Jamais aucun dragon n'a infesté cette île et nos héros ne peuvent prétendre y proposer leurs services. À moins que… ce ne soit eux qui fournissent aussi le dragon qu'ils devront chasser… Dans le rôle du méchant dragon, ils décident de prendre ce qu'ils ont sous la main, à savoir Hector. Et pour le rendre encore plus convaincant dans son rôle, ils demandent à Kao, le guérisseur fou, de leur fournir une potion qui fera ressortir le côté sauvage du petit dragon. Bon, bien sûr, les choses vont un peu déraper… juste un peu…

### Épisode 22:Plus toute sa tête
- Position : 22 (1-22)
- Scénariste : Tony Millan, Mike Walling et Laurent Turner
- Réalisateur :
- Première Diffusion
  -  France : le 8 janvier 2007 sur France 3
- Résumé : Gwizdo et Lian-Chu rapportent d'une de leur chasse un magnifique trophée : la tête d'un dragon Brûle-Pourpoint. Jeanneline ne veut pas l'accrocher sur les murs de son auberge, parce qu'il est particulièrement hideux, mais Gwizdo insiste. C'est bon pour sa pub. Ce qu'il ne sait pas, c'est que les Brûle-Pourpoints sont des dragons frappés du complexe de la Salamandre, ce qui veut dire que le corps du dragon en question va venir rechercher sa tête à l’Auberge. De quoi donner des sueurs froides à nos héros…!

### Épisode 23:Il est amoureux-eux!
- Position : 23 (1-23)
- Scénariste : Laurent Turner
- Réalisateur :
- Première Diffusion
  -  France : le 15 janvier 2007 sur France 3
- Résumé : Une jeune fille blonde débarque à l'Auberge avec un bébé dragon. Pour Gwizdo, c'est le coup de foudre. Il tombe éperdument amoureux de la péronnelle. Il est tellement atteint qu'on ne peut pas lui dire qu'on trouve la jeune fille suspecte, que son dragon est bien étrange. Et que c'est bizarre que les frères Forestall s'intéressent de près à elle et en particulier à son dragon, non ? Rien à faire, Gwizdo va se laisser mener par le bout du nez par la jeune fille… acceptant même de travailler gratuitement…

### Épisode 24:Le Prince charmant
- Position : 24 (1-24)
- Scénariste : Frederic Valion
- Réalisateur :
- Première Diffusion
  -  France : le 22 janvier 2007 sur France 3
- Résumé : Lian-Chu et Gwizdo reviennent encore une fois bredouilles d'une de leurs chasses et découvrent que le Prince Charmant a pris leur place à l'Auberge du Dragon qui ronfle. Forcément, lui, il paye, et Jeanneline doit bien vivre. Et puis, le Prince Charmant a beaucoup plus de charisme que nos héros. Il travaille gratis, œuvre pour le bien des masses et est affublé d'un ménestrel nommé Gontran qui chante sans cesse ses louanges. Gwizdo va découvrir que ce ménestrel est en fait un escroc qui profite de la réputation du Prince pour vendre à la sauvette des tas de produits dérivés gardant tous les profits pour lui. Gwizdo va dénoncer cette pratique, mais Gontran ne lui en laisse pas le loisir; il l'assomme, l'enferme dans un placard et par un subterfuge, réussit à persuader Lian-Chu de s'associer avec le Prince Charmant pour former une équipe de chasseurs. Gwizdo aura toutes les peines du monde à remettre la main sur son ami de toujours et à stopper les activités du funeste ménestrel…

### Épisode 25:Une Famille en or
- Position : 25 (1-25)
- Scénariste : Herve Perouze, Laurent Turner et Olivier Perouze
- Réalisateur :
- Première Diffusion
  -  France : le 5 mars 2007 sur France 3
- Résumé : Une famille richissime recherche son fils dont elle a été obligée de se séparer à la naissance, parce qu'à l'époque elle était d'une grande pauvreté. Vu que cette famille habite non loin de la Ferme aux Orphelins et que le bébé a été abandonné à peu près à l'époque où Gwizdo a été recueilli par la mère Poulard, notre héros en tire très vite la conclusion qu'il est peut-être le fils tant recherché de cette famille, ou tout du moins qu'il y a suffisamment d'argent à se faire pour que ça vaille le coup de se faire passer pour tel… Son plan va fonctionner parfaitement au début à la grande surprise de Lian-Chu, mais les choses vont très vite se compliquer…

### Épisode 26:Retrait de permis
- Position : 26 (1-26)
- Scénariste : Sophie Decroisette, Laurent Turner et Jean-Remi Franqois
- Réalisateur :
- Première Diffusion
  -  France : le 12 mars 2007 sur France 3
- Résumé : Après une chasse au dragon qui s'achève avec succès, Gwizdo vient réclamer son dû auprès d'un client, en lui brandissant le contrat que celui-ci avait au préalable signé. Mais le client, un prévôt tatillon, conteste le contrat, arguant que les prestataires, à savoir Gwizdo et Lian-Chu, ne sont pas inscrits au registre du commerce en tant que "chasseurs de dragons". "Qu'est-ce que c'est que ce charabia ? !" s'insurge Gwizdo. Pour chasser le dragon, il faut être inscrit au registre du commerce. Pestant contre l'administration, Gwizdo consent toutefois à s'inscrire. Mais pour ça, il faut atteindre un quota de dragons tués sur la période des six derniers mois. Huit en tout. Or, Gwizdo et Lian-Chu n'en ont inscrit qu'un sur leur tableau de chasse…

## Saison 2

### Épisode 1:Le Dragontagieux
- Position : 27 (2-1)
- Scénariste :
- Réalisateur :
- Première Diffusion
  -  France : le 18 août 2007 sur France 3
- Résumé :

### Épisode 2:Le Naufrageur
- Position : 28 (2-2)
- Scénariste :
- Réalisateur :
- Première Diffusion
  -  France : le 18 août 2007 sur France 3
- Résumé :

### Épisode 3:Le dragon dans l'âtre
- Position : 29 (2-3)
- Scénariste :
- Réalisateur :
- Première Diffusion
  -  France : le 10 novembre 2007 sur France 3
- Résumé :

### Épisode 4:Un peu, beaucoup... à la folie!
- Position : 30 (2-4)
- Scénariste :
- Réalisateur :
- Première Diffusion
  -  France : le 10 novembre 2007 sur France 3
- Résumé :

### Épisode 5:Adieu Lian-Chu
- Position : 31 (2-5)
- Scénariste :
- Réalisateur :
- Première Diffusion
  -  France : le 24 novembre 2007 sur France 3
- Résumé :

### Épisode 6:L'Îlot trésor
- Position : 32 (2-6)
- Scénariste :
- Réalisateur :
- Première Diffusion
  -  France : le 24 novembre 2007 sur France 3
- Résumé :

### Épisode 7:Aguigou
- Position : 33 (2-7)
- Scénariste :
- Réalisateur :
- Première Diffusion
  -  France : le 2 décembre 2007 sur France 3
- Résumé : Granoff l'Implacable engage les chasseurs de dragons pour éliminer un Skiour, dragon rarissime et féroce qui a détruit son village. Mais le Skiour est un dragon-écureuil colossal et terrifiant. Lian Chu n'en vient à bout qu'avec une extrême difficulté et au péril de sa vie. Les chasseurs s'aperçoivent que Granoff est un escroc qui les a manipulés : il les a chargés d'éliminer le Skiour, qui est une femelle, pour s'emparer plus facilement de son nouveau-né dont la fourrure d'une douceur infinie vaut une fortune...

### Épisode 8:La Vie de château
- Position : 34 (2-8)
- Scénariste :
- Réalisateur :
- Première Diffusion
  -  France : le 2 décembre 2007 sur France 3
- Résumé :

### Épisode 9:Médecine douce
- Position : 35 (2-9)
- Scénariste :
- Réalisateur :
- Première Diffusion
  -  France : le 9 décembre 2007 sur France 3
- Résumé :

### Épisode 10:La Clause Choupinou
- Position : 36 (2-10)
- Scénariste :
- Réalisateur :
- Première Diffusion
  -  France : le 9 décembre 2007 sur France 3
- Résumé :

### Épisode 11:La Vie rêvée
- Position : 37 (2-11)
- Scénariste :
- Réalisateur :
- Première Diffusion
  -  France : le 16 décembre 2007 sur France 3
- Résumé :

### Épisode 12:Le Petit Dernier
- Position : 38 (2-12)
- Scénariste :
- Réalisateur :
- Première Diffusion
  -  France : le 16 décembre 2007 sur France 3
- Résumé :

### Épisode 13:L'Île du porcher Pinaud
- Position : 39 (2-13)
- Scénariste :
- Réalisateur :
- Première Diffusion
  -  France : le 13 janvier 2008 sur France 3
- Résumé :

### Épisode 14:À la page
- Position : 40 (2-14)
- Scénariste :
- Réalisateur :
- Première Diffusion
  -  France : le 13 janvier 2008 sur France 3
- Résumé :

### Épisode 15:Drago menta
- Position : 41 (2-15)
- Scénariste :
- Réalisateur :
- Première Diffusion
  -  France : le 20 janvier 2008 sur France 3
- Résumé :

### Épisode 16:Le Convoi
- Position : 42 (2-16)
- Scénariste :
- Réalisateur :
- Première Diffusion
  -  France : le 20 janvier 2008 sur France 3
- Résumé :

### Épisode 17:La Légende du dragon pluie
- Position : 43 (2-17)
- Scénariste :
- Réalisateur :
- Première Diffusion
  -  France : le 16 mars 2008 sur France 3
- Résumé :

### Épisode 18:Spores de combat
- Position : 44 (2-18)
- Scénariste :
- Réalisateur :
- Première Diffusion
  -  France : le 16 mars 2008 sur France 3
- Résumé :

### Épisode 19:La Conquête de la ville
- Position : 45 (2-19)
- Scénariste :
- Réalisateur :
- Première Diffusion
  -  France : le 12 mars 2008 sur France 3
- Résumé :

### Épisode 20:Chasseurs de l'au-delà
- Position : 46 (2-20)
- Scénariste :
- Réalisateur :
- Première Diffusion
  -  France : le 12 avril 2008 sur France 3
- Résumé :

### Épisode 21:Le Maître du dragon
- Position : 47 (2-21)
- Scénariste :
- Réalisateur :
- Première Diffusion
  -  France : le 26 avril 2008 sur France 3
- Résumé :

### Épisode 22:L'Enfer de la ville
- Position : 48 (2-22)
- Scénariste :
- Réalisateur :
- Première Diffusion
  -  France : le 26 avril 2008 sur France 3
- Résumé :

### Épisode 23:Le Dragon Rouge
- Position : 49 (2-23)
- Scénariste :
- Réalisateur :
- Première Diffusion
  -  France : le 10 mai 2008 sur France 3
- Résumé :

### Épisode 24:Le Grand Tournoi
- Position : 50 (2-24)
- Scénariste :
- Réalisateur :
- Première Diffusion
  -  France : le 10 mai 2008 sur France 3
- Résumé :

### Épisode 25:L'archipel s'amuse
- Position : 51 (2-25)
- Scénariste :
- Réalisateur :
- Première Diffusion
  -  France : le 24 mai 2008 sur France 3
- Résumé :

### Épisode 26:Le Cimetière des Borbacks
- Position : 52 (2-26)
- Scénariste :
- Réalisateur :
- Première Diffusion
  -  France : le 24 mai 2008 sur France 3
- Résumé :